# 헌법기념일
헌법기념일(일본어: 憲法記念日 켄포키넨비[*])은 일본국 헌법의 제정을 기념하는 일본의 공휴일 중 하나로 날짜는 5월 3일이다. 국경일에 관한 법률에서는 일본국 헌법의 시행을 기념하고 나라의 성장을 기원하는 날이라고 정의하고 있다. 1947년 5월 3일 일본국 헌법이 시행된 것을 기념하기 위해 1948년 공포·시행된 국경일법에 의해 제정되었다. 일본의 골든 위크 기간에 들어가는 공휴일 중 하나이다. 일본국 헌법 공포일인 11월 3일은 일본국 헌법이 평화와 문화를 중요시하고 있음을 나타내기 위해 문화의 날로 지정되어 있다.
최근 일본에서는 개헌 논의가 활발히 이루어지고 있어서 매년 헌법 기념일이 되면 개헌파(헌법 개정 찬성파)와 보헌파(헌법 개정 반대파)가 각각 현행 일본국 헌법 개정에 관련된 여론조사를 실시한다.

## 같이 보기
- 일본국 헌법
- 제헌절 (대한민국 헌법 제정을 기념하는 날, 2008년부터 공휴일에서 제외)